# NGC 6360
NGC 6360 – grupa gwiazd znajdująca się w gwiazdozbiorze Wężownika, klasyfikowana jako gromada otwarta, asteryzm lub chmura gwiazd Drogi Mlecznej. John Herschel skatalogował ją 3 sierpnia 1834 roku. Znajduje się w odległości ok. 4360 lat świetlnych od Słońca oraz 23,4 tys. lat świetlnych od centrum Galaktyki.